# NGC 2064
NGC 2064 est une nébuleuse par réflexion située dans la constellation d'Orion. Cette nébuleuse a été découverte par l'astronome prussien Heinrich d'Arrest en 1864. Cette nébuleuse fait partie de la nébuleuse M78.

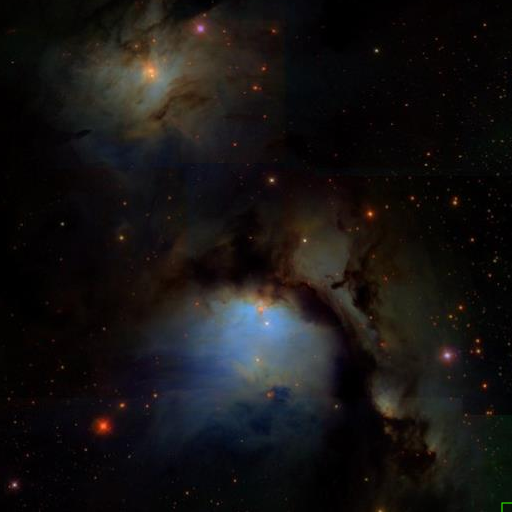
Panorama de la région par le relevé SDSS.